# Vandœuvre-lès-Nancy
Vandœuvre-lès-Nancy település Franciaországban, Meurthe-et-Moselle megyében. Lakosainak száma 29 697 fő (2022. január 1.). Vandœuvre-lès-Nancy Nancy, Chavigny, Heillecourt, Houdemont, Jarville-la-Malgrange és Villers-lès-Nancy községekkel határos.

## Népesség
A település népessége az elmúlt években az alábbi módon változott:
| Lakosok száma | 19 686 | 33 682 | 34 105 | 31 447 | 29 836 | 29 923 | 30 002 | 29 942 | 29 723 | 29 697 |
|               | 1968   | 1982   | 1990   | 2006   | 2013   | 2015   | 2017   | 2019   | 2020   | 2022   |